# Ligue du Grand Est de football
 (août 2024).
Si vous disposez d'ouvrages ou d'articles de référence ou si vous connaissez des sites web de qualité traitant du thème abordé ici, merci de compléter l'article en donnant les références utiles à sa vérifiabilité et en les liant à la section « Notes et références ».
La Ligue du Grand Est de Football est un organe fédéral dépendant de la Fédération française de football créé en 2016 et chargé d'organiser les compétitions de football au niveau de la région Grand Est.
Conséquence de la réforme territoriale des régions, le ministère de la Jeunesse et des Sports impose à la FFF de calquer l'échelon des Ligues de football sur celle des nouvelles régions. C'est ainsi que né la Ligue du Grand Est issue de la fusion de la Ligue d'Alsace, de la Ligue de Champagne-Ardenne et de la Ligue lorraine.
La LGEF compte actuellement neuf districts calqués sur les départements des Ardennes, de l'Aube, de la Marne, de la Haute-Marne, de la Meuse, de la Moselle, des Vosges et sur une subdivision du département de Meurthe-et-Moselle et sur le regroupement des départements du Haut-Rhin et du Bas-Rhin.

## Histoire
En 2017/2018, la nouvelle ligue compte cinq clubs professionnels, en Ligue 1 le RC Strasbourg (Bas-Rhin), l'ES Troyes AC (Aube) et le FC Metz (Moselle), en Ligue 2 les clubs du Stade de Reims (Marne) et de l'AS Nancy-Lorraine (Meurthe-et-Moselle).
En 2018/2019, nous[Qui ?] retrouvons les mêmes clubs professionnels. Le RC Strasbourg (Bas-Rhin) et l'AS Nancy-Lorraine (Meurthe-et-Moselle) se sont maintenus dans leurs divisions respectives, tandis que le FC Metz (Moselle), et l'ES Troyes AC (Aube) ont été relégués en Ligue 2 et le Stade de Reims (Marne), promu en Ligue 1.
En 2019/2020, le FC Metz (Moselle) est promu en Ligue 1 tandis que les autres clubs se maintiennent dans leurs divisions respectives.
En 2020/2021, le RC Strasbourg (Bas-Rhin), le FC Metz (Moselle) et le Stade de Reims (Marne) se sont maintenus en Ligue 1. L'ES Troyes AC (Aube) est championne de France de Ligue 2 et promue en Ligue 1. L'AS Nancy-Lorraine (Meurthe-et-Moselle) s'est maintenue en Ligue 2.
En 2021/2022, le RC Strasbourg (Bas-Rhin), le Stade de Reims (Marne) et le promu, l'ES Troyes AC (Aube) se sont maintenus en Ligue 1. Le FC Metz (Moselle) est relégué en Ligue 2. L'AS Nancy-Lorraine (Meurthe-et-Moselle) est relégué en National 1 mais conserve son statut professionnel. Le CS Sedan-Ardennes (Ardennes) s'est maintenue en National 1.
En 2022/2023, le Stade de Reims (Marne) et le RC Strasbourg (Bas-Rhin), se maintiennent en Ligue 1. L'ES Troyes AC (Aube) est relégué en Ligue 2. Le FC Metz (Moselle) est vice-champion de Ligue 2 et accède ainsi à la Ligue 1. L'AS Nancy-Lorraine (Meurthe-et-Moselle) descend en National 2 sportivement mais est repéché à la suite de la descente administrative du CS Sedan-Ardennes (Ardennes) en Régional 3 et se maintient donc en National 1.
En 2023/2024, le Stade de Reims (Marne) et le RC Strasbourg (Bas-Rhin), se maintiennent en Ligue 1. Le FC Metz (Moselle) est relégué en Ligue 2. L'ES Troyes AC (Aube) est relégué sportivement en National 1 mais est repêché à la suite de la descente administrative du FC Girondins de Bordeaux en National 2. L'AS Nancy-Lorraine (Meurthe-et-Moselle) se maintient en National 1. Le SAS Épinal (Vosges) est relégué en National 2.

## Hiérarchie du football du Grand-Est
| Niveau Ligue du Grand Est de Football                       | Niveau Ligue du Grand Est de Football | Niveau Ligue du Grand Est de Football | Niveau Ligue du Grand Est de Football | Niveau Ligue du Grand Est de Football | Niveau Ligue du Grand Est de Football | Niveau Ligue du Grand Est de Football | Niveau Ligue du Grand Est de Football |
| ----------------------------------------------------------- | ------------------------------------- | ------------------------------------- | ------------------------------------- | ------------------------------------- | ------------------------------------- | ------------------------------------- | ------------------------------------- |
| Régional 1: 3 groupes de 14 clubs                           |                                       |                                       |                                       |                                       |                                       |                                       |                                       |
| Régional 2: 6 groupes de 12 clubs et 1 groupe de 11 clubs   |                                       |                                       |                                       |                                       |                                       |                                       |                                       |
| Régional 3: 12 groupes de 12 clubs et 2 groupes de 13 clubs |                                       |                                       |                                       |                                       |                                       |                                       |                                       |

## Palmarès

### Palmarès national des clubs de la Ligue
- Stade de Reims
  - Ligue des champions
    - Finaliste : 1956, 1959

  - Championnat de France (6) : 1949, 1953, 1955, 1958, 1960 et 1962
  - Coupe de France (2) : 1950 et 1958
  - Challenge des champions (4) : 1955, 1958, 1960 et 1966
  - Coupe Charles Drago (1) : 1954

- RC Strasbourg
  - Coupe Intertoto (1) : 1995
  - Championnat de France (1) : 1979
  - Coupe de France (3) : 1951, 1966 et 2001
  - Coupe de la Ligue (3) : 1997, 2005 et 2019

- FC Metz
  - Coupe de France (2) : 1984 et 1988
  - Coupe de la Ligue (1) : 1996

- AS Nancy-Lorraine
  - Coupe de France (1) : 1978
  - Coupe de la Ligue (1) : 2006

- CS Sedan Ardennes
  - Coupe de France (2) : 1956 et 1961
Challenge des champions (1) : 1956

- EF Nancy-Lorraine
  - Coupe de France (1) : 1944

### Palmarès régional seniors depuis 2017-2018
| Saison    | Vainqueur Coupe du Grand Est                        | Finaliste Coupe du Grand Est                        | Score                                               | Lieu de la finale                                   |
| --------- | --------------------------------------------------- | --------------------------------------------------- | --------------------------------------------------- | --------------------------------------------------- |
| 2018-2019 | ES Troyes AC rés. (N3) (1)                          | ES Woippy (R3)                                      | 3-0                                                 | Stade André Valentin, Amnéville                     |
| 2019-2020 | Compétition annulée à cause de la pandémie Covid-19 | Compétition annulée à cause de la pandémie Covid-19 | Compétition annulée à cause de la pandémie Covid-19 | Compétition annulée à cause de la pandémie Covid-19 |
| 2020-2021 | Compétition annulée à cause de la pandémie Covid-19 | Compétition annulée à cause de la pandémie Covid-19 | Compétition annulée à cause de la pandémie Covid-19 | Compétition annulée à cause de la pandémie Covid-19 |
| 2021-2022 | ES Thaon (N3) (1)                                   | ES Troyes AC rés. (N3)                              | 3-2                                                 | Stadium de Molsheim, Molsheim                       |
| 2022-2023 | SSEP Hombourg-Haut (R2) (1)                         | RC Épernay (N3)                                     | 3-1                                                 | Stade Paul-Gasser, Raon-l'Étape                     |
| 2023-2024 | SR Colmar rés. (R1) (1)                             | SS Weyersheim (R1)                                  | 3-0                                                 | Stade de La Houve, Creutzwald                       |
| 2024-2025 | SSEP Hombourg Haut (R1) (2)                         | CA BOULAY (R2)                                      | 0-0 ( 5 - 3 tab)                                    | Stade municipal, Erstein                            |

| Saison    | N3                                                  |
| --------- | --------------------------------------------------- |
| 2017-2018 | FR Haguenau (1)                                     |
| 2018-2019 | FC Mulhouse (1)                                     |
| 2019-2020 | FC Metz rés. (1)                                    |
| 2020-2021 | Compétition annulée à cause de la pandémie Covid-19 |
| 2021-2022 | SR Colmar (1)                                       |
| 2022-2023 | ASC Biesheim (1)                                    |
| 2024-2025 | SR Colmar (2)                                       |

| Saison    | Régional 1 Champagne                                | Régional 1 Lorraine                                 | Régional 1 Alsace                                   |                                                     |
| --------- | --------------------------------------------------- | --------------------------------------------------- | --------------------------------------------------- | --------------------------------------------------- |
| 2017-2018 | FCA Troyes (1)                                      | ES Thaon les Vosges (1)                             | AS Pierrots Vauban Strasbourg (1)                   |                                                     |
| 2018-2019 | AS Prix-lès-Mézières (1)                            | FC Metz rés. (1)                                    | FA Illkirch-Graffenstaden (1)                       |                                                     |
| 2019-2020 | RC Épernay Champagne (1)                            | AS Nancy-Lorraine rés. (1)                          | SR Colmar (1)                                       |                                                     |
| 2020-2021 | Compétition annulée à cause de la pandémie Covid-19 | Compétition annulée à cause de la pandémie Covid-19 | Compétition annulée à cause de la pandémie Covid-19 | Compétition annulée à cause de la pandémie Covid-19 |
| Saison    | Groupe A                                            | Groupe B                                            | Groupe C                                            | Groupe D                                            |
| 2021-2022 | Reims Sainte-Anne (1)                               | RC Champigneulles (1)                               | Jarville JF (1)                                     | FC Kronenbourg (1)                                  |
| 2022-2023 | FC Métropole Troyenne (1)                           | US Thionville Lusitanos (1)                         | FCO Strasbourg Koenigshoffen 1906 (1)               |                                                     |
| 2023-2024 | Cormontreuil FC (1)                                 | Sarreguemines FC (1)                                | AS Illzach Modenheim (1)                            |                                                     |
| 2024-2025 | ES Villerupt Thil (1)                               | US Forbach (1)                                      | FC Mulhouse (1)                                     |                                                     |

Le championnat de R1 est passé de 3 à 4 groupes pour la saison 2021-22 avant de revenir à 3 groupes en 2022-23.
Depuis la saison 2023-2024, une seule équipe est promu en N3 à l'issue d'un barrage d'accession opposant les 3 vainqueurs de groupe. 
| Saison    | Gr. A                                               | Gr. B                                               | Gr. C                                               | Gr. D                                               | Gr. E                                               | Gr. F                                               | Gr. G                                               | Gr. H                                               |
| --------- | --------------------------------------------------- | --------------------------------------------------- | --------------------------------------------------- | --------------------------------------------------- | --------------------------------------------------- | --------------------------------------------------- | --------------------------------------------------- | --------------------------------------------------- |
| 2017-2018 | AS Asfeld (1)                                       | USIB Vaux sur Blaise (1)                            | CA Boulay (1)                                       | US Vandoeuvre (1)                                   | FC Geispolsheim (1)                                 | FC Kembs Réunis (1)                                 |                                                     |                                                     |
| 2018-2019 | FC Bogny (1)                                        | US Eclaron (1)                                      | ES Villerupt Thil (1)                               | ES Golbey (1)                                       | FR Haguenau rés. (1)                                | SR Colmar (1)                                       |                                                     |                                                     |
| 2019-2020 | AS Prix-lès-Mézières rés. (1)                       | FC Chaumont (1)                                     | US Nousseviller (1)                                 | SA Épinal rés. (1)                                  | SS Weyersheim (1)                                   | AS Sundhoffen (1)                                   |                                                     |                                                     |
| 2020-2021 | Compétition annulée à cause de la pandémie Covid-19 | Compétition annulée à cause de la pandémie Covid-19 | Compétition annulée à cause de la pandémie Covid-19 | Compétition annulée à cause de la pandémie Covid-19 | Compétition annulée à cause de la pandémie Covid-19 | Compétition annulée à cause de la pandémie Covid-19 | Compétition annulée à cause de la pandémie Covid-19 | Compétition annulée à cause de la pandémie Covid-19 |
| 2021-2022 | RC Épernay Champagne rés. (1)                       | FC Métropole Troyenne rés. (1)                      | US Thionville Lusitanos (1)                         | ES Gandrange (1)                                    | GS Neuves-Maisons (1)                               | US Reipertswiller (1)                               | FCO Strasbourg Koenigshoffen 06 (1)                 | AS Huningue (1)                                     |
| 2022-2023 | AS Prix-lès-Mézières rés. (2)                       | ES Fagnières (1)                                    | FC Lunéville (1)                                    | SSEP Hombourg Haut (1)                              | US Thionville Lusitanos rés. (1)                    | US Oberlauterbach (1)                               | ES Molsheim Ernolsheim (1)                          | SR Colmar rés. (1)                                  |
| 2023-2024 | Reims Sainte-Anne rés. (1)                          | US Éclaron (2)                                      | USAG Uckange (1)                                    | FC Hagondange (1)                                   | FCSR Haguenau rés. (2)                              | AS Sundhoffen (2)                                   | ASL Koetzingue (1)                                  |                                                     |
| 2024-2025 | CS Sedan-Ardennes (1)                               | COS Villers-lès-Nancy (1)                           | ES Golbey (2)                                       | FC Hettange-Grande (1)                              | FC Étoile Schirrhein-Schirrhoffen (1)               | SR Saint-Dié Kellermann (1)                         | CS Mulhouse Espagnols (1)                           |                                                     |

Le championnat de R2 est passé de 6 à 8 groupes pour la saison 2021-22. Le nombre de groupes est réduit à 7 pour la saison 2023-24.
| Saison    | Gr. A                                               | Gr. B                                               | Gr. C                                               | Gr. D                                               | Gr. E                                               | Gr. F                                               | Gr. G                                               | Gr. H                                               | Gr. I                                               | Gr. J                                               | Gr. K                                               | Gr. L                                               | Gr. M                                               | Gr. N                                               | Gr. O                                               | Gr. P                                               | Gr. Q                                               |
| --------- | --------------------------------------------------- | --------------------------------------------------- | --------------------------------------------------- | --------------------------------------------------- | --------------------------------------------------- | --------------------------------------------------- | --------------------------------------------------- | --------------------------------------------------- | --------------------------------------------------- | --------------------------------------------------- | --------------------------------------------------- | --------------------------------------------------- | --------------------------------------------------- | --------------------------------------------------- | --------------------------------------------------- | --------------------------------------------------- | --------------------------------------------------- |
| 2017-2018 | Tournes Renwez Mazur (1)                            | Cerbay Berru Lavanne (1)                            | FC Bar-sur-Aube (1)                                 | UL Rombas (1)                                       | US Nousseviller (1)                                 | AS Vagney (1)                                       | AS Strasbourg Olympique (1)                         | FC Still 1930 (1)                                   | AGIIR Florival (1)                                  | AS Huningue (1)                                     |                                                     |                                                     |                                                     |                                                     |                                                     |                                                     |                                                     |
| 2018-2019 | Sedan Torcy (1)                                     | EF Reims Ste Anne rés. (1)                          | Omnisport Rosières (1)                              | AS Sarrey Montigny (1)                              | US Etain-Buzy (1)                                   | ES Gandrange (1)                                    | AS Morhange (1)                                     | Achen Etting Schmitt. (1)                           | Sorcy Void-Vacon (1)                                | Saint-Max Essey FC (1)                              | ES Thaon les Vosges rés. (1)                        | FC Schweighouse (1)                                 | FC Drusenheim (1)                                   | FC Selestat (1)                                     | SR Colmar rés. (1)                                  | ASC Biesheim rés. (1)                               | FC Bartenheim (1)                                   |
| 2019-2020 | Blagny Carignan (1)                                 | FC Epernay (1)                                      | FC Malgache (1)                                     | SC Marnaval rés. (1)                                | FC Hettange Grande (1)                              | FC Pont-à-Mousson (1)                               | SSEP Hombourg Haut (1)                              | ESAP Metz (1)                                       | AS Montigny-les-Metz (1)                            | AF Laxou Sapinière                                  | SR St-Dié (1)                                       | FC Steinseltz (1)                                   | US Ittenheim (1)                                    | FC Rossfeld (1)                                     | AS Ribeauvillé (1)                                  | US Wittenheim (1)                                   | AS Blotzheim (1)                                    |
| 2020-2021 | Compétition annulée à cause de la pandémie Covid-19 | Compétition annulée à cause de la pandémie Covid-19 | Compétition annulée à cause de la pandémie Covid-19 | Compétition annulée à cause de la pandémie Covid-19 | Compétition annulée à cause de la pandémie Covid-19 | Compétition annulée à cause de la pandémie Covid-19 | Compétition annulée à cause de la pandémie Covid-19 | Compétition annulée à cause de la pandémie Covid-19 | Compétition annulée à cause de la pandémie Covid-19 | Compétition annulée à cause de la pandémie Covid-19 | Compétition annulée à cause de la pandémie Covid-19 | Compétition annulée à cause de la pandémie Covid-19 | Compétition annulée à cause de la pandémie Covid-19 | Compétition annulée à cause de la pandémie Covid-19 | Compétition annulée à cause de la pandémie Covid-19 | Compétition annulée à cause de la pandémie Covid-19 | Compétition annulée à cause de la pandémie Covid-19 |
| 2021-2022 | Olympique Charleville Neufmanil Aiglemont (1)       | ES Fagnières (1)                                    | FC Métropole Troyenne équipe 3 (1)                  | L'Espérance Saint-Dizier (1)                        | AS Lay Bouxières (1)                                | FC Éloyes (1)                                       | US Thionville Lusitanos rés. (1)                    | ES Rosselange Vitry (1)                             | UL Plantières (1)                                   | US Behren (1)                                       | ASI Avenir (1)                                      | FC Scheibenhard (1)                                 | AS Hoerdt (1)                                       | US Oberschaeffolsheim (1)                           | FC Illhaeusern (1)                                  | FC Wintzfelden-Osenbach 06 (1)                      | Mouloudia Mulhouse (1)                              |
| 2022-2023 | FCF Neuvilette-Jamin (1)                            | FC Christo Chatillons (1)                           | Vitry FC (1)                                        | Entente Centre Ornain (1)                           | Jarville JF rés. (1)                                | ES Avière (1)                                       | AS Algrange (1)                                     | US Yutz (1)                                         | SO Merlebach (1)                                    | AS Butten Diemeringen (1)                           | AS Ohlungen (1)                                     | FCO Strasbourg Koenigshoffen 1906 rés. (1)          | US Scherwiller (1)                                  | AS Berrwiller Hartmannswiller (1)                   | FC Pays Rhénan (1)                                  |                                                     |                                                     |
| 2023-2024 | CS Sedan (1)                                        | Reims Murigny FP (1)                                | Alliance Sud Ouest Football Aubois (1)              | US Behonne-Longeville (1)                           | ES Laneuveville (1)                                 | Saint-Max Essey FC (2)                              | US Jarny (1)                                        | APM Metz FC rés. (1)                                | FC Freyming (1)                                     | FC Dahlenheim (1)                                   | ASL Robertsau (1)                                   | AS Neudorf (1)                                      | FC Kingersheim (1)                                  | Mulhouse FR (1)                                     |                                                     |                                                     |                                                     |

Depuis la fusion des 3 anciennes ligues, il n'existe plus que 3 niveaux de compétitions en ligue (contre 4 auparavant). Le championnat de R3 a donc connu un réajustement du nombre de groupes (passant de 10 en 2017-2018 à 17 la saison suivante). Le nombre de groupes de R3 passe à 15 pour la saison 2022-2023, puis à 14 pour la saison 2023-2024.

### Palmarès régional féminines depuis 2018-2019
| Saison    | Gr. A                                               | Gr. B                                               | Gr. C                                               | Équipe accédant en D2F                              |
| --------- | --------------------------------------------------- | --------------------------------------------------- | --------------------------------------------------- | --------------------------------------------------- |
| 2018-2019 | Olympique Charleville Neufmanil Aiglemont (1)       | CSO Amnéville (1)                                   | RC Strasbourg (1)                                   | -                                                   |
| 2019-2020 | RC Strasbourg (1)                                   | ES Troyes AC (1)                                    | -                                                   | RC Strasbourg (1)                                   |
| 2020-2021 | Compétition annulée à cause de la pandémie Covid-19 | Compétition annulée à cause de la pandémie Covid-19 | Compétition annulée à cause de la pandémie Covid-19 | Compétition annulée à cause de la pandémie Covid-19 |
| 2021-2022 | RC Strasbourg rés. (1)                              | CSO Amnéville (1)                                   | -                                                   | -                                                   |

| Saison    | Gr. A            | Gr. B                  | Équipe accédant en D3F |
| --------- | ---------------- | ---------------------- | ---------------------- |
| 2022-2023 | ES Troyes AC (2) | RC Strasbourg rés. (2) | ES Troyes AC           |
| 2023-2024 | CS Blénod (1)    | RC Strasbourg rés. (3) | -                      |

La saison 2018-2019 a été la première saison pour le championnat R1F. Initialement composé de 3 groupes, le championnat est constitué de 2 groupes de 10 équipes depuis la saison 2019-2020. Pour la saison 2022-2023, les deux premiers de chaque groupe s'affrontent pour la montée en troisième division. À partir de la saison 2023-2024, les deux premiers de chaque groupe s'affrontent en barrage régional pour accéder à la phase d'accession en troisième division. Le vainqueur reçoit ensuite le champion de Corse en pré-barrage fédéral.
| Saison    | Gr. A                                               | Gr. B                                               | Gr. C                                               |
| --------- | --------------------------------------------------- | --------------------------------------------------- | --------------------------------------------------- |
| 2019-2020 | RC Strasbourg rés. (1)                              | FC Tinqueux Champagne (1)                           | FC Eloyes (1)                                       |
| 2020-2021 | Compétition annulée à cause de la pandémie Covid-19 | Compétition annulée à cause de la pandémie Covid-19 | Compétition annulée à cause de la pandémie Covid-19 |
| 2021-2022 | FC Mulhouse (1)                                     | FC Seichamps (1)                                    | CS Blénod (1)                                       |
| 2022-2023 | RC Épernay Champagne (1)                            | US Vandœuvre Football (1)                           | SR Colmar (1)                                       |
| 2023-2024 | Stade de Reims rés. (1)                             | US Raon-l'Étape (1)                                 | FCSR Haguenau (1)                                   |

### Evolution du nombre d'équipes en N2 et N3 dans le Grand Est
|  |

|  |

Bleu = Alsace
Vert = Champagne-Ardenne
Jaune = Lorraine

## Compétitions

### Équipes masculines

#### Clubs évoluant dans les divisions nationales
| \| Légende : Ligue 1 Ligue 2 National National 2 National 3 Stade de Reims RC Strasbourg ES Troyes AC FC Metz AS Nancy-Lorraine ASC Biesheim SAS Épinal FCSR Haguenau ES Thaon OCPAM SR Colmar US Thionville Lusitanos \| Clubs évoluant dans des divisions nationales (sans les réserves des clubs). |
| Légende : Ligue 1 Ligue 2 National National 2 National 3 Stade de Reims RC Strasbourg ES Troyes AC FC Metz AS Nancy-Lorraine ASC Biesheim SAS Épinal FCSR Haguenau ES Thaon OCPAM SR Colmar US Thionville Lusitanos                                                                                   |

 Treize clubs et quatre réserves professionnelles de la région évoluent à un niveau national lors de la saison 2025-2026.
Le RC Strasbourg poursuit en L1 et participera à la Conference League après avoir terminé à la 7e place du classement la saison passée. Le FC Metz retrouve la L1 après avoir remporté le barrage d'accession face au Stade de Reims, relégué en L2.
L'ES Troyes AC enchaîne sa troisième saison consécutive après avoir terminé 10e la saison passée.
L'AS Nancy-Lorraine, champion de national est promu en L2.

#### Les clubs de la Ligue au niveau régional
| \| CSO Amnéville US Forbach FC Mulhouse Jarville JF Reims Sainte-Anne CS Sedan Légende : Régional 1 Régional 2 Régional 3 \| Clubs évoluant dans des divisions régionales (sans les réserves des clubs). |
| CSO Amnéville US Forbach FC Mulhouse Jarville JF Reims Sainte-Anne CS Sedan Légende : Régional 1 Régional 2 Régional 3                                                                                   |

Le Régional 1 possède trois groupes avec quarante-et-un clubs au total dont cinq réserves.
Le Régional 2 possède huit groupes avec quatre-vingt-seize clubs au total dont quatorze réserves.
Le Régional 3 possède deux-cent-cinq clubs au total dont quarante-cinq réserves.

### Équipes féminines

#### Clubs évoluant dans les divisions nationales
| \| Légende : Première Ligue Seconde Ligue Division 3 RC Strasbourg Stade de Reims FC Metz \| Clubs évoluant dans des divisions nationales (sans les réserves des clubs). |
| Légende : Première Ligue Seconde Ligue Division 3 RC Strasbourg Stade de Reims FC Metz                                                                                   |

Trois clubs de la région évoluent à un niveau national lors de la saison 2024-2025.
Le Stade de Reims enchaîne sa cinquième saison en Première Ligue après avoir terminée à la 4e place la saison passée. Le RC Strasbourg est champion de Seconde Ligue en titre et accède ainsi à la Première Ligue.
Le FC Metz enchaîne sa cinquième saison en Seconde Ligue après avoir terminée à la 9e place la saison passée.